# 8451 Gaidai

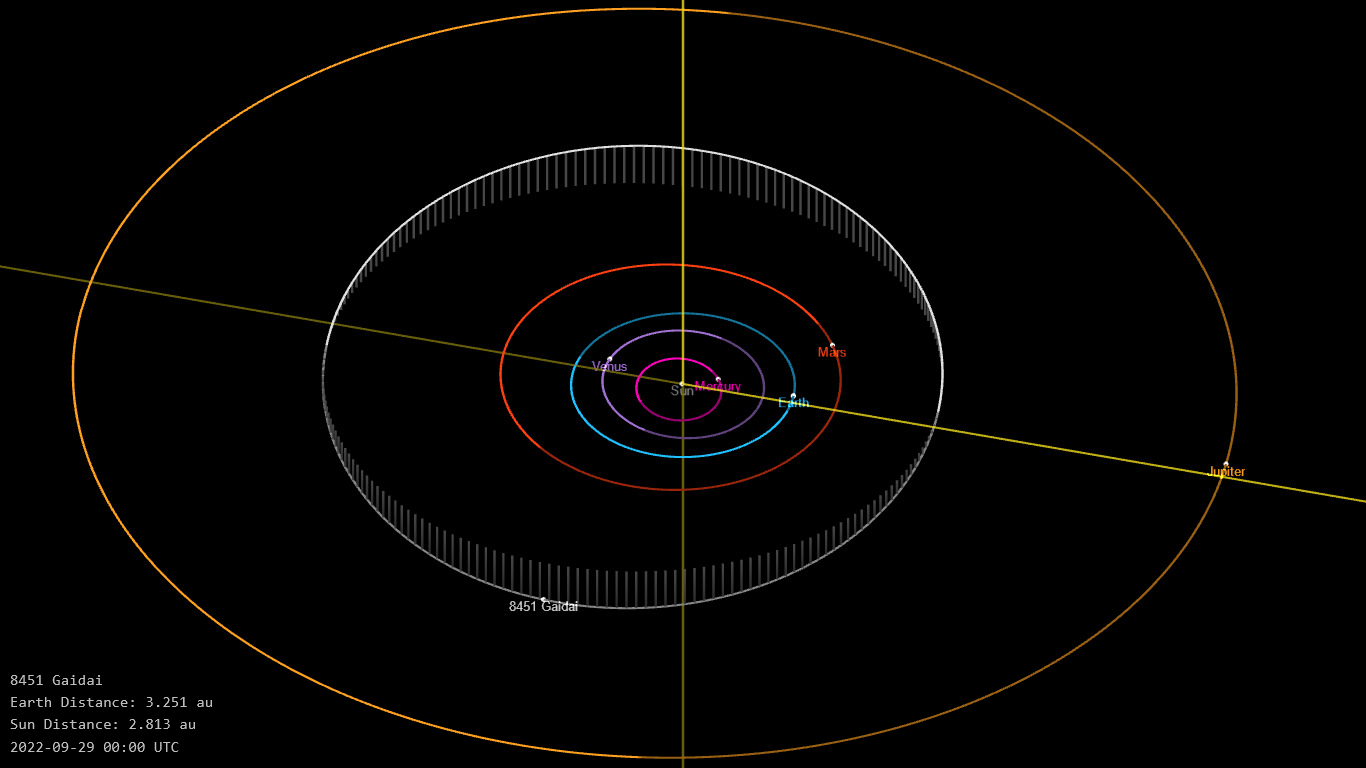

8451 Gaidai è un asteroide della fascia principale. Scoperto nel 1977, presenta un'orbita caratterizzata da un semiasse maggiore pari a 2,7714836 UA e da un'eccentricità di 0,1676809, inclinata di 9,20284° rispetto all'eclittica.